# Mom & Me & Mom
Mom & Me & Mom é o sétimo e último livro da série de autobiografias da escritora Maya Angelou, lançado em 2013. A obra foi publicada pouco antes do Dia das Mães e do aniversário de 85 anos de Angelou. Baseou-se pela primeira vez em seus livros, no relacionamento de Angelou com sua mãe, Vivian Baxter. Além disso, também explica o comportamento de Baxter, especialmente quando sua mãe abandona Angelou e o irmão mais velho da mesma quando eram crianças pequenas, e preenche "o que são, possivelmente, os espaços finais em branco na vida agitada da escritora". Por fim, a obra narrou a reunião e reconciliação de Angelou com Baxter.
Mom & Me & Mom é uma visão geral da vida de Angelou e faz uma viagem pelas mesmas anedotas que ela relatou em seus livros anteriores. A primeira parte, intitulada "Mom & Me", fala sobre os primeiros anos de Angelou, antes dos dezessete anos de idade, e sua transição do ressentimento e desconfiança de sua mãe para aceitação, apoio e amor por ela. Depois que Baxter a ajuda no nascimento de seu filho, Angelou passa de chamar Baxter de "Senhora" para "Mãe". Na segunda parte, intitulada "Me & Mom", Angelou narra o amor incondicional, apoio e assistência que eles deram um ao outro, enquanto Baxter a ajuda durante a maternidade solteira, um casamento fracassado e altos e baixos na carreira. Como ela começou a fazer em I Know Why the Caged Bird Sings, e continuou ao longo de sua série, Angelou manteve as longas tradições da autobiografia afro-americana. Ao mesmo tempo, ela fez uma tentativa deliberada de desafiar a estrutura usual da autobiografia criticando, mudando e expandindo o gênero. Ela se tornou reconhecida e altamente respeitada como porta-voz de negros e mulheres. Angelou foi, como afirmou a acadêmica Joanne Braxton, "sem dúvida, (...) A autobiógrafa negra mais notável da América". Ela também se tornou "uma grande voz autobiográfica da época".
Assim como as autobiografias anteriores de Angelou, Mom & Me & Mom recebeu críticas positivas. A maioria dos revisores afirmam que Baxter é bem apresentada no livro. Angelou celebra a aceitação e o apoio incondicionais de sua mãe, que aparece "como uma mulher esperta e carinhosa que moldou a vida e o legado da escritora por suas palavras e exemplo". O livro foi chamado de "um conto profundamente comovente de separação e reencontro, e um retrato otimista do vínculo materno". Fotos de Angelou, Baxter e membros de sua família aparecem no livro e aprimoram o texto. Uma versão em áudio, lida por Angelou, foi lançada em forma de CD e como download digital.

## Antecedentes

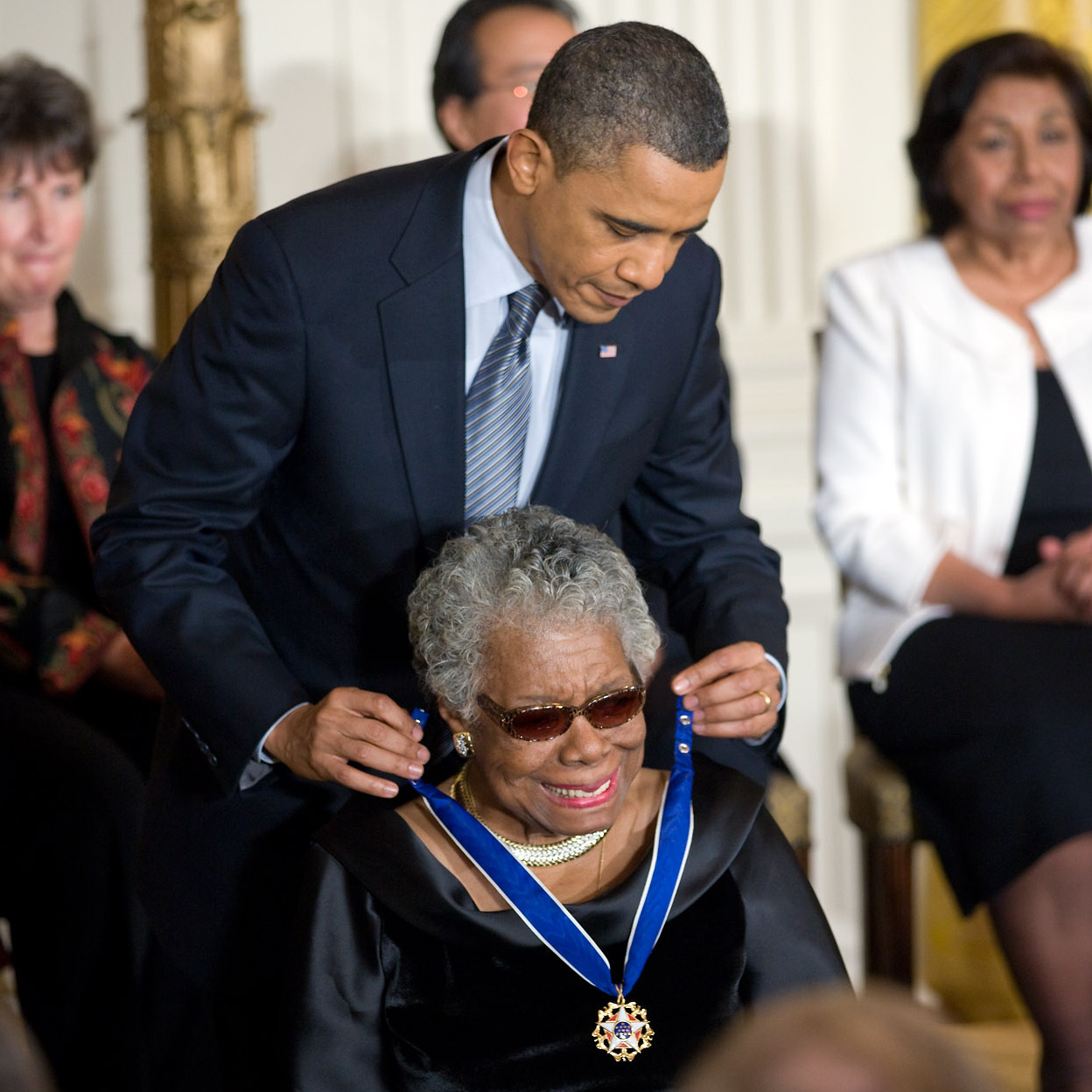
Presidente Barack Obama presenteando Angelou com a Medalha Presidencial da Liberdade, em 2011

Mom & Me & Mom é o sétimo e último da série de autobiografias de Maya Angelou lançado em 2013. A obra foi concluída onze anos após a publicação de sua autobiografia anterior, A Song Flung Up to Heaven (2002), e mais de quarenta anos depois que ela escreveu sua primeira autobiografia, I Know Why the Caged Bird Sings (1969). Mom & Me & Mom, em que Angelou contou sobre seu relacionamento com sua mãe Vivian Baxter, foi publicado pouco antes do Dia das Mães e do aniversário de 85 anos de Angelou. Na cronologia entre os lançamentos da sexta e sétima autobiografia, Angelou foi a primeira mulher afro-americana e poeta viva selecionada pela Sterling Publishing, que colocou 25 de seus poemas em um volume de sua série Poetry for Young People em 2004. Em 2009, Angelou escreveu "We Had Him", um poema sobre Michael Jackson, que foi lido por Queen Latifah em seu funeral; e "His Day is Done", um poema em homenagem a Nelson Mandela após sua morte em 2013. Ela publicou um livro de ensaios, Letter to My Daughter, em 2009; e dois livros de receitas, Hallelujah! The Welcome Table em 2004, e Great Food, All Day Long em 2010. Durante este período, ela foi premiada com a Medalha Lincoln em 2008 e a Medalha Presidencial da Liberdade em 2011.
Angelou tornou-se reconhecida e amplamente respeitada como porta-voz de negros e mulheres e foi, como afirmou a acadêmica Joanne Braxton, "sem dúvida, (...) A autobiógrafa negra mais notável da América". Ela também se tornou "uma grande voz autobiográfica da época". Angelou foi uma das primeiras escritoras afro-americanas a discutir publicamente sua vida pessoal e uma das primeiras a usar a si mesma como personagem central em seus livros. O escritor Julian Mayfield, que chamou sua primeira autobiografia de "uma obra de arte que escapa de qualquer legenda", afirmou que a série de Angelou criou um precedente não apenas para outras escritoras negras, mas para o gênero de autobiografia como um todo. O acadêmico Hilton Als intitulou Angelou como uma das "pioneiras da autoexposição", disposta a se concentrar honestamente nos aspectos mais negativos de sua personalidade e escolhas. Por exemplo, enquanto Angelou estava compondo sua segunda autobiografia, Gather Together in My Name, ela estava preocupada com a forma como seus leitores reagiriam à revelação de que ela tinha sido uma prostituta. Seu marido Paul Du Feu a convenceu a publicar o livro, incentivando-a a "dizer a verdade como escritora" e "ser honesta sobre isso".
Pela primeira vez, Angelou se concentra em seu relacionamento com sua mãe neste livro e preenche o que a revisora Fiona Sturges chama de "o que são, possivelmente, os espaços finais em branco na vida agitada da escritora". De acordo com Candace Smith, que revisou a versão em áudio do livro para Booklist, o relacionamento de Angelou com Baxter foi "tocada, mas nunca totalmente descrita" em Caged Bird, mas Mom & Me & Mom explica as ações de Baxter, especialmente as razões pelas quais ela abandonou Angelou e seu irmão mais velho Bailey para viver com sua avó em Stamps, Arkansas. O livro também narra a desconfortável reunião inicial de Angelou e a eventual reconciliação com Baxter. Imagens de Baxter, Angelou e sua família e amigos próximos aparecem ao longo do livro e aprimoram o texto. Uma versão em áudio do livro, lida por Angelou, foi lançada em forma de CD e como download digital.
Angelou explicou no prólogo do livro por que ela escreveu o livro, que era para explicar como ela se tornou, apesar de ter nascido pobre, negra e mulher, uma renomada autora e poetisa. O livro é dividido em duas partes: os primeiros 13 capítulos são agrupados na primeira parte, intitulada "Mom & Me", e os demais capítulos compõem a segunda parte, chamada "Me & Mom". Angelou agradece à mãe, "que generosamente me ensinou a ser mãe", o que lhe permitiu dedicar o livro ao seu filho, Guy Bailey Johnson, a quem chama de "um dos homens mais corajosos e generosos que conheço".

## Sinopse
O amor cura. Cura e liberta. Eu uso a palavra amor, não para significar sentimentalismo, mas por uma condição tão forte que pode ser aquela que mantém as estrelas em suas posições celestiais, além daquilo que faz com que o sangue flua ordenadamente em nossas veias. Este livro foi escrito para analisar algumas das maneiras pelas quais o amor cura e ajuda uma pessoa a subir em alturas impossíveis e a profundidades imensuráveis.

Maya Angelou, no prólogo de Mom & Me & Mom.
A mãe de Angelou, Vivian Baxter, nasceu em St. Louis, cidade de Missouri, no final do século XX, sendo a mais velha dos seis filhos de seu pai, nascido em Trindade, e de sua mãe irlandesa. A família de Baxter era violenta, mas religiosa e musical. Baxter, "que permaneceria uma beleza surpreendente", conheceu o pai de Angelou, Bailey Johnson, em 1924, um nutricionista e cozinheiro, após ele trabalhar ativamente na Primeira Guerra Mundial. Eles se casaram e se mudaram para a Califórnia, onde Angelou e seu irmão mais velho, Bailey Jr., nasceram. Quando ela tinha três anos e Bailey Jr., cinco, seus pais se divorciaram e transferiram seus filhos, num trem com crachás de identificação e sem supervisão de um adulto, para morar com a avó paterna, Annie Henderson, em Stamps, no Arkansas.
Angelou e seu irmão viveram com sua avó e seu filho, tio Willie, até Angelou completar treze anos. Eles visitaram brevemente sua mãe em St. Louis, mas aos oito anos de idade, Angelou foi estuprada e, por retaliação, o estuprador foi morto pelos membros de sua família. Ela se sentiu tão culpada por sua morte que optou por parar de falar com todos, exceto Bailey Jr., por vários anos. Eles foram transferidos de volta para Stamps, mas quando Bailey completou 14 anos, eles voltaram para os cuidados de sua mãe em São Francisco para sua proteção. No início, Angelou estava resistente e com raiva de sua mãe por abandoná-la e Bailey, optando por chamá-la de "Senhora", e levou vários anos para se afeiçoar a ela.
Em um verão, Bailey e Angelou fizeram viagens separadas para visitar seu pai em San Diego, no que Kirkus Reviews chamou de "um encontro seriamente feio". Angelou não se dava bem com a madrasta. Durante sua visita, seu pai levou Angelou ao México; ele ficou tão bêbado que ela teve que levá-lo de volta pela fronteira, embora nunca tivesse dirigido um carro antes. Quando eles voltaram para San Diego, a madrasta de Angelou a cortou com uma tesoura durante uma discussão. Angelou escolheu viver nas ruas até que sua ferida fosse curada. Quando voltou para São Francisco, decidiu que queria um emprego como condutora de bonde; a princípio, não foi contratada por ser negra, mas, por incentivo da mãe, foi persistente na empresa de bondes até se tornar a primeira negra a trabalhar na ferrovia. Baxter forneceu segurança, acompanhando Angelou com uma pistola.
Quando Angelou tinha dezessete anos, ela engravidou depois de um encontro com um vizinho. Ela disse a Bailey que a aconselhou a escondê-lo de sua mãe e padrasto até se formar no ensino médio. Três semanas antes do nascimento de seu filho, ela disse a eles. A reação de Baxter foi preparar um banho; como afirmou Angelou: "Em nossa família, por algum motivo desconhecido, consideramos uma honra tomar banho, colocar bolhas e bons aromas para outra pessoa". Baxter ajudou Angelou durante o parto; a partir de então, Angelou começou a chamá-la de "mãe" e, mais tarde, "mamãe".

O restante do livro contém uma série de anedotas sobre as maneiras de como Baxter apoiou e aceitou sua filha, e continuou a ganhar seu amor e respeito, através da maternidade solteira, um casamento fracassado e altos e baixos na carreira. Angelou contou várias histórias de Baxter, entre elas o seu apoio a Angelou como mãe solteira independente, sua intervenção como salva-vidas depois que um ex-namorado ciumento bateu em Angelou, e sua resistência inicial pela aceitação do primeiro casamento de Angelou com o marinheiro grego Tosh Angelos. Angelou comenta sobre o início de sua carreira como dançarina e animadora em São Francisco; Baxter cuidou de seu neto enquanto Angelou viajava pela Europa como membro da ópera de Gershwin Porgy and Bess. Angelou se sentiu tão culpada por deixar seu filho que voltou e retomou seu relacionamento com sua mãe e filho, eventualmente se mudando para Nova Iorque e iniciando uma nova carreira como escritora e poeta.

Peguei sua mão e disse: "Foi-me dito que algumas pessoas precisam ter permissão para sair. Não sei se estão à espera, mas posso dizer que podem ter feito tudo o que vieram fazer. Você tem sido uma trabalhadora esforçada — num ambiente de mulheres brancas, negras, asiáticas e latinas no porto de São Francisco por causa de você. Muitos homens e — se bem me lembro — algumas mulheres arriscaram a vida para te amar.  Você foi uma mãe terrível de crianças pequenas, mas nunca houve ninguém maior do que você como mãe de um jovem adulto.

Palavras finais de Angelou para sua mãe.
Angelou alega, com orgulho, as atividades sociais de sua mãe, na Ordem da Estrela do Oriente e as organizações beneficentes de mulheres negras em Stockton, na Califórnia, bem como sua carreira como uma das primeiras negras no transporte ferroviário. Num dado momento, Baxter larga tudo para ajudar sua filha, enquanto Angelou estava trabalhando em um filme em Estocolmo, capital da Suécia. Baxter apoia a decisão de Angelou de morar na África por um tempo. Posteriormente, Angelou retornou aos Estados Unidos para ser professora na Universidade Wake Forest em Winston-Salem, na Carolina do Norte. Angelou descreve o casamento de Baxter, no final de sua vida, com o quarto padrasto de Angelou, a quem Baxter chamou de seu maior amor e que era o favorito de Angelou. Há uma cena difícil entre Angelou e seu irmão, que apesar da difícil reconciliação de ambos com a mãe deles quando eram adolescentes (ela os chama de "os novos amores"), Baxler havia se jogado no vício pelo mundo das drogas.
Angelou conclui Mom & Me & Mom com uma descrição da morte de Vivian Baxter em 1991, e das palavras finais de Angelou para ela em seu leito de morte. Em 1995, a cidade de Stockton homenageou Baxter por seus muitos anos de trabalho ao batizar um parque com seu nome.

## Modelo de escrita e gênero literário
Na primeiro livro Caged Bird, Angelou fez uma tentativa deliberada enquanto escrevia todas as suas autobiografias, incluindo Mom & Me & Mom, para desafiar a estrutura usual da autobiografia criticando, mudando e expandindo o gênero. Seu uso de técnicas de escrita de ficção, como diálogo, caracterização e desenvolvimento temático, muitas vezes, levou os críticos a categorizar seus livros como ficção autobiográfica. Valerie Sayers, em sua resenha de Mom & Me & Mom no jornal The Washington Post, chama os livros de memórias de Angelou por causa de seu foco limitado, mas a elogia por descrever como foi crescer negra nas leis de Jim Crow. Sayers afirma: "Ela consegue revelar completamente essa ferida nacional sem cutucá-la, um truque elegante que (...) requer contenção considerável e sua própria boa vontade de aço". Angelou foi enfática numa entrevista de 1989, ao dizer que ela era a única escritora "séria" a escolher o gênero para se expressar. De acordo com a crítica Susan Gilbert, Angelou não estava relatando a história de uma única pessoa, mas de todos que estão presentes nela. O acadêmico Selwyn R. Cudjoe concordou e viu Angelou como representante da convenção na autobiografia afro-americana como um gesto público que falava por um grupo inteiro de pessoas. O editor de Angelou, Robert Loomis, conseguiu convencê-la a escrever Caged Bird, desafiando-a a escrever uma autobiografia que pudesse ser considerada "alta arte", que ela continuou ao longo de sua série. Embora Angelou tenha sido bem-sucedida, ela também era, conforme Sayers, inteligente e talentosa o suficiente para escrever para qualquer público, mas optou por não escrever para "um público literário intelectual", mas para "leitores tão abertos, brincalhões e diretos quanto ela".
As autobiografias de Angelou seguem a estrutura padrão do gênero: são escritas por um único autor, são cronológicas e contêm elementos de caráter, técnica e tema. Em uma entrevista de 1983 com a crítica literária afro-americana Claudia Tate, Angelou chamou seus livros de autobiografias. Ao falar de seu uso único do gênero, Angelou reconheceu que seguiu a tradição narrativa escrava de "falar na primeira pessoa do singular falando sobre a primeira pessoa do plural, sempre dizendo que eu significa 'nós'". A escritora percebeu que havia aspectos ficcionais em todos os seus livros; ela tendia a "divergir da noção convencional de autobiografia como verdade". Sua abordagem era paralela às convenções de muitas autobiografias afro-americanas escritas durante o período abolicionista nos EUA, quando a verdade era frequentemente censurada para fins de autoproteção. O autor Lyman B. Hagen colocou Angelou entre os principais nomes da autobiografia afro-americana, mas insistiu que ela criou uma interpretação única da forma autobiográfica.
Em entrevista com o jornalista George Plimpton em 1998, Angelou discutiu seu modelo de escrita e "a noção, às vezes escorregadia, da verdade na não ficção" e memórias. Quando foi questionada se mudou a verdade para melhorar sua história, ela afirmou: "Às vezes faço um diâmetro a partir de uma composição de três ou quatro pessoas, porque a essência em apenas uma pessoa não é suficientemente forte para ser escrita". Embora Angelou nunca tenha admitido alterar os fatos de suas histórias, ela usou esses acontecimentos para causar impacto no leitor. Como Hagen afirmou: "Pode-se supor que 'a essência dos dados' está presente no trabalho de Angelou". Hagen também alegou que Angelou "cria ficção para aumentar o interesse". O editor de longa data de Angelou, Robert Loomis, concordou ao dizer que ela poderia reescrever qualquer um de seus livros mudando a ordem de seus fatos para causar um impacto diferente no leitor. Assim como Caged Bird, os acontecimento de Mom & Me & Mom, além de suas outras autobiografias são momentos narrados como uma série de contos, mas não seguem uma cronologia estrita, algo que Angelou usa para impulsionar seus leitores. Sayers concordou, ao confirmar que Angelou presta pouca atenção à ordem cronológica do livro. De acordo com Sayers sobre a obra, "o tempo corre através desta narrativa". Personagens principais, como o padrasto de Angelou, Daddy Clidell, desaparecem após sua menção inicial. Embora Angelou repita muitas anedotas encontradas em suas autobiografias anteriores, o foco em Mom & Me & Mom está em sua mãe; de acordo com o revisor Stacy Russo, "esse foco torna esta uma adição distinta aos escritos autobiográficos de Angelou". A revisora Pam Kingsbury, que recomendou o livro para todos os públicos, afirmou que aqueles familiarizados com os trabalhos anteriores de Angelou "serão recompensados com uma imagem mais completa de sua vida", enquanto novos leitores "descobrirão uma introdução bem elaborada e perspicaz ao autor ".
Os críticos julgaram Mom & Me & Mom e outras autobiografias de Angelou "à luz do primeiro", e Caged Bird geralmente recebeu os maiores elogios. Marjorie Kehe do The Christian Science Monitor, considera o livro uma sequência de Caged Bird. Muitos dos eventos descritos nas autobiografias anteriores de Angelou são mencionados nesta, alguns com mais detalhes do que outros, como seu momento sem-teto, descrito em Caged Bird, e seu espancamento grave por seu namorado ciumento, que foi divulgado pela primeira vez em Letter to My Daughter (2008), terceiro livro de ensaios de Angelou. Na avaliação de Fiona Sturges, que revisou Mom & Me & Mom no periódico britânico The Independent, "Da mesma forma que em seus livros anteriores, essas histórias são contadas com clareza e ausência de autopiedade, e não são menos sombrias por suas familiaridade. Angelou nunca foi de prosa florida, e aqui ela mantém um estilo preciso e econômico que torna esses momentos sombrios mais vívidos, como um filme do qual você não pode desviar o olhar". Sayers disse que grandes eventos dramáticos, como o incidente em que Angelou foi espancada, "são entregues sem muita amplificação ou referência adicional".
Angelou descreve seu modelo de escrita como regimentado. Na primeira obra Caged Bird, ela usou o mesmo "ritual de escrita" por muitos anos. Ela se levanta às cinco da manhã e entra em um quarto de hotel, onde a equipe foi instruída a remover quaisquer fotos das paredes. Ela escreve em blocos de papel enquanto está deitada na cama, com uma garrafa de xerez, um baralho de cartas para jogar paciência, o Thesaurus de Roget e a Bíblia, e sai no início da tarde. Ela edita, em média, de 10 a 12 páginas de material por dia; e de três a quatro páginas à noite. Angelou passou por esse processo para se "encantar" e, como ela mesma disse em uma entrevista de 1989 à BBC, para "reviver a agonia, a angústia, o movimento lterário Sturm und Drang". Ela se coloca de volta no tempo em que ela está abordando, mesmo durante experiências traumáticas como seu estupro em Caged Bird, para "contar a verdade humana" sobre sua vida. Angelou contou que joga cartas para chegar a esse lugar de encantamento, para acessar suas memórias de forma mais eficaz. Ela declarou: "Pode levar uma hora para entrar nisso, mas uma vez que estou nele — Ah! Isso é tão maravilhoso!" Ela não acha o processo catártico; em vez disso, ela encontrou alívio em "dizer a verdade".

## Recepção e crítica
Mom & Me & Mom estreou como número 8 na lista de best-sellers mais notáveis do jornal The New York Times na semana de seu lançamento, em 21 de abril de 2013. O livro, assim como as autobiografias anteriores de Angelou, recebeu críticas em sua maioria positivas. Fiona Sturges, que revisa o livro na publicação britânica The Independent, e a revisora Stacy Russo do Library Journal afirmam que os leitores de Angelou reconheceriam muitas das passagens em Mom & Me & Mom de suas autobiografias anteriores. Bernardine Evaristo, do periódico The Observer, em uma das poucas críticas negativas de Mom & Me & Mom, avalia como "um livro leve, anedótico e mal editado que repete histórias de memórias anteriores". Evaristo questiona a veracidade das anedotas de Angelou e alega que algumas delas contradizem versões anteriores. Evaristo também acredita que Mom & Me & Mom prejudica o Caged Bird, que ela chama de "uma conquista inovadora".
De acordo com o crítico Heid Erdrich, Mom & Me & Mom não se concentra no trauma de infância de Angelou, conforme descrito em Caged Bird, mas "constrói um retrato de si mesma através de detalhes de seu relacionamento com a mãe que a abandonou e com quem ela se reuniu como um adolescente". Erdrich afirma que a prosa de Angelou é "muito simplesmente escrita", e chama seu tom de "principalmente leve, até doce, cheio de afeto por seu eu mais jovem". Erdrich disse que, embora pudesse ter sido escrito para mulheres jovens que passavam pelas mesmas dificuldades que Angelou enfrentou, o livro não prega, mas "apresenta a trajetória de vida de Angelou repleta de enormes obstáculos, ou seja, que foram enfrentados e conquistados através do conhecimento de si e de uma marca singular de amor materno". A análise crítica de A Publishers Weekly concorda, ao afirmar que: "as lições e o amor apresentados aqui falarão àqueles que tentam abrir caminho no mundo". Erdrich também acrescenta que a narrativa de Angelou de seu "amor duramente conquistado por sua mãe extraordinária" é convincente, e que a escritora retrata Baxter "como extraordinariamente autoconsciente, livre do que os outros possam pensar e independente além de qualquer feminista de sua época" e "o material de ficção, mas real e responsável de maneiras inesperadas pelo presente de sua filha talentosa".
A maioria dos críticos acham que Baxter é bem apresentada em Mom & Me & Mom. Candace Smith, que revisa a versão em áudio do livro, afirma que Angelou celebra a aceitação e o apoio incondicionais de sua mãe, que aparece "como uma mulher esperta e carinhosa que moldou a vida e o legado da escritora por suas palavras e exemplo". Vanessa Bush, da Booklist, intitula o livro de "lembrança amorosa de um relacionamento complicado" e uma "crônica notável e profundamente reveladora de amor e cura". Russo alega que a obra é "uma bela homenagem ao espírito independente, vibrante e corajoso de Baxter". Evaristo discorda, argumentando que Baxter parece "menos arredondada, menos interessante, mais santificada e menos convincente" do que Angelou a define em outros lugares. Sturges chama o livro de "um conto profundamente comovente de separação e reencontro, além de um retrato otimista do vínculo materno". A parte mais interessante da autobiografia, de acordo com Sturges, é "a reviravolta casual de Angelou da ideia da mãe que abandona seus filhos como monstruosa e desumana". Sturges também diz que Baxter é apresentada como alguém sem remorso, carismático, independente e resiliente, traços que "aparentemente foram passados para sua filha". A revisora Valerie Sayers insiste que as cenas que retratam os "passos hesitantes" de Angelou em direção ao perdão e à aceitação de sua mãe estão entre os melhores momentos do livro. Sayers rotula Mom & Me & Mom como "um relato de perdão" e, sobre Angelou e Baxter, "apenas revelador o suficiente e bastante irresistível". Como sua mãe esperava dela, Angelou optou para que seus leitores superem seus ressentimentos e "o que for insuportável". Sayers define Baxter e Angelou de "uma grande presença dramática", e diz que Angelou combina com o espírito de sua mãe.
De acordo com Sayers, o livro contém "bom humor e otimismo feroz da marca registrada de Angelou". A Kirkus Reviews afirma que, além de ser fiel ao modelo de Angelou, sua escrita "corta a perseguição com compressão e simplicidade", e que contém uma "suavidade calipso, rajadas e chuvas de musicalidade entre os momentos de maldade". Kirkus também chama o livro de "memórias bem amarradas e afinadas". De acordo com Candace Smith em sua resenha da versão em áudio do livro, Angelou o interpreta "em seus tons característicos lentos e pensativos, e com uma enunciação cuidadosa". Embora algumas de suas anedotas sejam dolorosas de ouvir, Angelou é "inquestionavelmente honesta". Smith também comentou a respeito: "Embora sua voz não mostre muita emoção externa, suas palavras são tão poderosas e as histórias tão fascinantes que permanecemos fascinados".
A maioria dos críticos concordou que o livro seria popular entre os leitores familiarizados com o modelo de escrita de Angelou e seus novos leitores. Marjorie Kehe, do The Christian Science Monitor, que intitula a obra como "uma história de redenção" e "uma leitura terna e um tributo adorável", antecipa que os leitores de Angelou se desfrutariam com ela. Russo prevê que, devido à popularidade de Angelou e "escrita acessível", o livro teria um grande apelo para muitos leitores.